# Rudolph Ackermann
Rudolph Ackermann (Schneeberg, 20 aprile 1764 – Finchley, 30 marzo 1834) è stato un inventore, editore e industriale tedesco.
Pioniere della litografia, produsse alcune delle migliori stampe a colori della Gran Bretagna, pubblicando numerosi volumi illustrati e riviste.

## Biografia
Nacque il 20 aprile 1764 a Schneeberg, in Sassonia. Il padre, Barthel Ackermann, era un esperto sellaio mentre per quanto riguarda la madre, Jusina Scharschmidt, non abbiamo alcuna altra notizia.
Da ragazzo Ackermann studia e riceve la sua educazione presso la scuola di Latino di Stollberg per poi proseguire a Schneeberg dove la famiglia si era trasferita nel 1775. Finiti gli studi la sua intenzione era quella di intraprendere il cammino universitario, idea però resa impossibile dalla precaria situazione economica della famiglia quindi fu costretto a lavorare come apprendista sellaio con il fratello maggiore Friedrich, anche lui sellaio, affinando nel frattempo le sue tecniche di disegno. In seguito lavorò come carrozziere occupandosi della manutenzione e della progettazione di carrozze, questo mestiere lo portava spesso a spostarsi per tutta la Germania. In contemporanea alle sue prime esperienze lavorative Ackermann si distinse anche come uno specialista e divulgatore del culturismo.
Tra le sue varie destinazioni ricordiamo il breve soggiorno a Parigi nel 1784 dove viene in contatto con Antoine Carassi, famoso imprenditore francese.

### L'arrivo in Inghilterra
Nel 1787 Ackermann decise di approdare in Inghilterra, destinazione Londra. Durante il soggiorno nella capitale fece conoscenza con la donna che nel 1792 sposerà; il matrimonio consentì a Ackermann di essere riconosciuto come cittadino inglese. 
Nell'isola Britannica Ackerman, continuò a lavorare nel settore del trasporto, arrivando a lavorare per clienti di notevole importanza, tra i più famosi ed influenti ricordiamo il primo presidente degli Stati Uniti d'America George Washington. A Londra legò stretti rapporti con altri emigrati dalla Sassonia, in gran parte impiegati come incisori per conto del celebre editore John Boydell.
In Inghilterra approfondì le sue conoscenze nell'arte della Litografia arrivando nel 1795 a progettare e costruire una pressa litografica in via 96 strand, questa intuizione farà di lui un pioniere delle stampe a colori, nello stesso periodo esercita il ruolo di "insegnante" nella scuola-disegno da lui stesso fondata. Fu il primo ad installare a Londra una biblioteca artistica pubblica. 
In seguito si buttò nell'editoria diventando famoso per la pubblicazione di bellissime incisioni all'acquatinta, di opere artistiche, stampe decorative, periodici di moda e caricature politiche. Cominciò a frequentare personalità di notevole importanza, tra le quali ricordiamo l'artista Thomas Rowlandson.

## Ackermann editore
Pubblicò molti volumi con illustrazioni; tra i più famosi ricordiamo:
- il microcosmo di Londra  (3 vol.-1808-1811)
- l'Abbazia di Westminster  (2 vol.- 1812)
- Il Reno (1820)
- Il mondo in miniatura  (43 vol.- 1821-1826)